# Lars Porsena
Lars Porsena poznat kao i Lars Porsenna je legendarni etrurski kralj. Poznat je po tome što je vodio rat protiv Rima. Bio je kralj etrurskog grada Kluzija (Clusium). Ne zna se, a i ne postoje točni podaci kada je kraljevao i živio, ali Rimljani obično govore da je to bilo oko 500. pr. Kr.
Lars Porsena se s Rimom sukobio, pretpostavlja se, nedugo nakon revolucije koja je godine 510. pr. Kr. svrgnula Lucija Tarkvinija Oholog. Pošto je Tarkvinije rodom bio Etruščanin, pozvao je Porsenu da mu pomogne ugušiti ovaj ustanak te ga vratiti na mjesto kralja nauštrb novoproglašene Rimske Republike. Porsena je prihvatio poziv i počeo je još jedan rat za već ionako ratoborne Rimljane.
O tome što se dalje događalo postoje različite povijesne verzije. Većina rimskih izvora, uključujući i Tita Livija navodi da je Porsena došao do zidina grada, ali je obustavio svoj pohod radi iznimne hrabrosti Rimljana, pogotovo Mucije Scevole i Horacija Kokla. Drugi izvori govore da je Porsena ipak zauzeo Rim, ali se vrlo kratko zadržao. Bilo kako bilo, Tarkvinije se nije vratio na prijestolje što znači, i da je Porsena osvojio Rim, nije imao namjeru Tarkvinija ostaviti za vladara.